# 塔科尼特 (明尼蘇達州)
塔科尼特（英語：Taconite）是一個位於美國明尼蘇達州艾塔斯卡縣的城市。

## 人口
根據2020年美國人口普查的數據，塔科尼特的面積為76.72平方千米，當中陸地面積為72.45平方千米，而水域面積為4.27平方千米。當地共有人口651人，而人口密度為每平方千米8人。